# زنده آباد
زنده آباد یک روستا در ایران است که در استان اردبیل و شهرستان بیله سوار و بخش مرکزی و دهستان گوگ تپه واقع شده‌است. این روستا یکی از سه روستای هدف گردشگری شهرستان بیله‌سوار می‌باشد.